# David Wooster
Pour les articles homonymes, voir Wooster.
David Wooster, né le 13 mars 1711 à Stratford et mort le 2 mai 1777 à Danbury, est un major-général américain qui a servi dans la Troisième Guerre intercoloniale, la guerre de la Conquête et la guerre d'indépendance des États-Unis. Il est mort de blessures reçues au cours de la bataille de Ridgefield.

## Invasion du Québec
Lorsque la guerre d'indépendance américaine a éclaté avec les batailles de Lexington et Concord en avril 1775, Wooster était responsable de la milice à New Haven. Benedict Arnold voulait marcher avec sa compagnie de milice pour soutenir la cause, mais Wooster a tenté de refuser l'accès d'Arnold aux dépôts d'armes de la milice. Les menaces d'Arnold étaient convaincantes et Wooster lui a ouvert le dépôt. (Cette confrontation est commémorée à New Haven, comme le jour de la poudre.) Wooster reçut d'abord le commandement de major-général des compagnies de milice du Connecticut envoyées pour défendre New York contre des débarquements possibles des troupes britanniques. Lorsque l'Armée continentale a été créée, Wooster fut nommé général de brigade et ses troupes ont été envoyées pour participer à l'invasion du Québec menée par les généraux Philip Schuyler et Richard Montgomery. Wooster a participé au siège du Fort Saint-Jean à l'automne 1775 et reçut alors le commandement militaire de Montréal après la chute de cette ville en novembre. Il a pris le commandement de toutes les forces militaires au Québec à la suite de la mort de Montgomery dans la bataille de Québec à la fin de décembre 1775.
La gestion de l'occupation de la ville de Montréal par Wooster a été marquée par la détérioration des relations avec les habitants, comme les efforts visant à freiner l'activité loyaliste a fini par frustrer même les habitants favorables. Il a été finalement accusé d'incompétence au cours de son mandat à Montréal ; la Cour martiale l'a exonéré. En avril 1776, Wooster partit avec des renforts pour soulager le général Arnold qui était en train d'assiéger la ville de Québec. Wooster fut seulement brièvement aux commandes, car le général John Thomas est arrivé à la fin du mois d'avril. Au début de mai, des renforts britanniques sont arrivés à Québec, et l'armée a été mise en déroute, et il finit par se replier en désordre vers le Fort Ticonderoga en juillet. Wooster est retourné dans le Connecticut où il prit le commandement de toute la milice provinciale responsable de la défense de l'État comme le premier général de l'État.

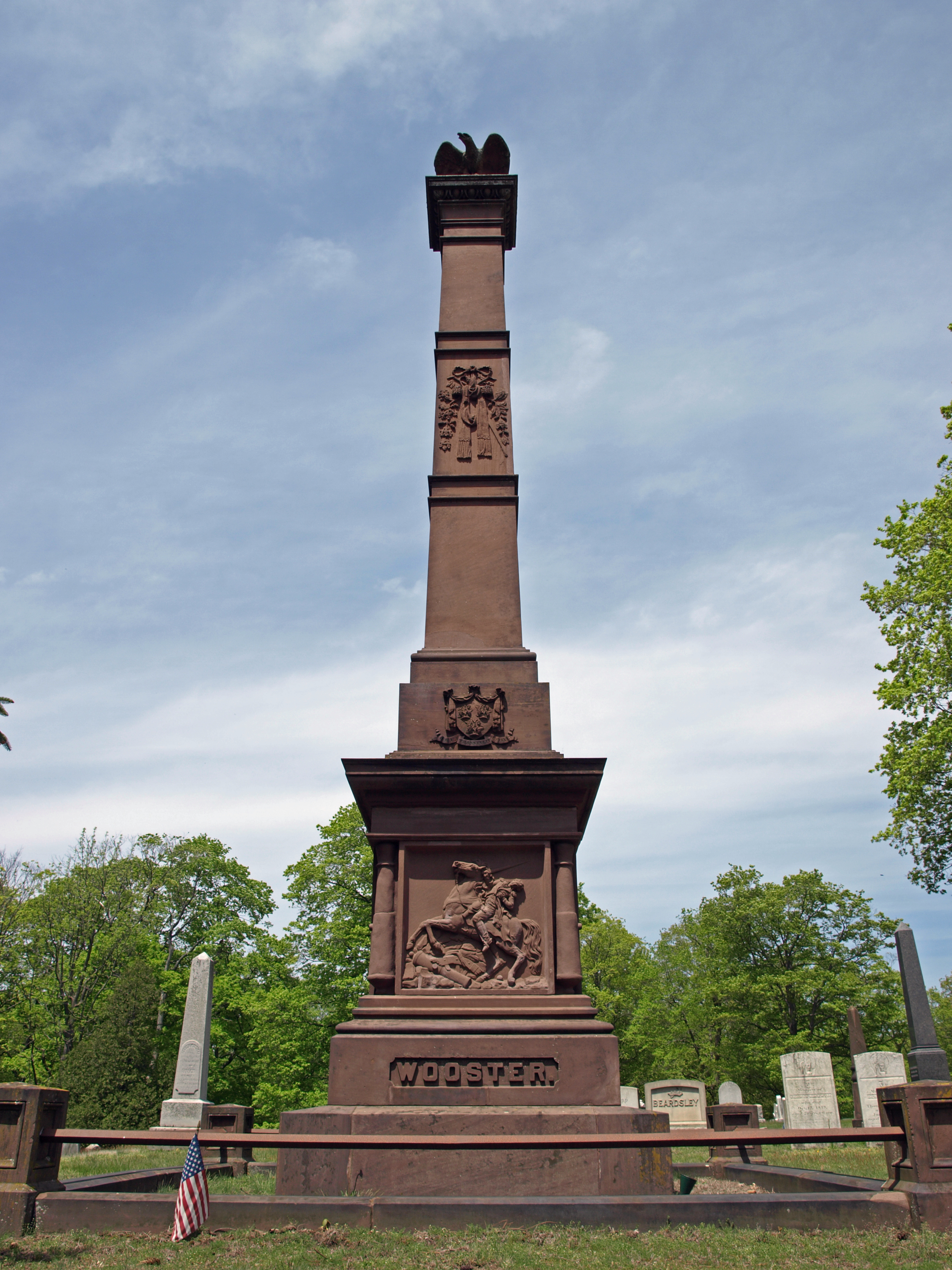
Monument en l'honneur de David Wooster à Danbury.